# Instituto de Geociências da Universidade Federal de Minas Gerais

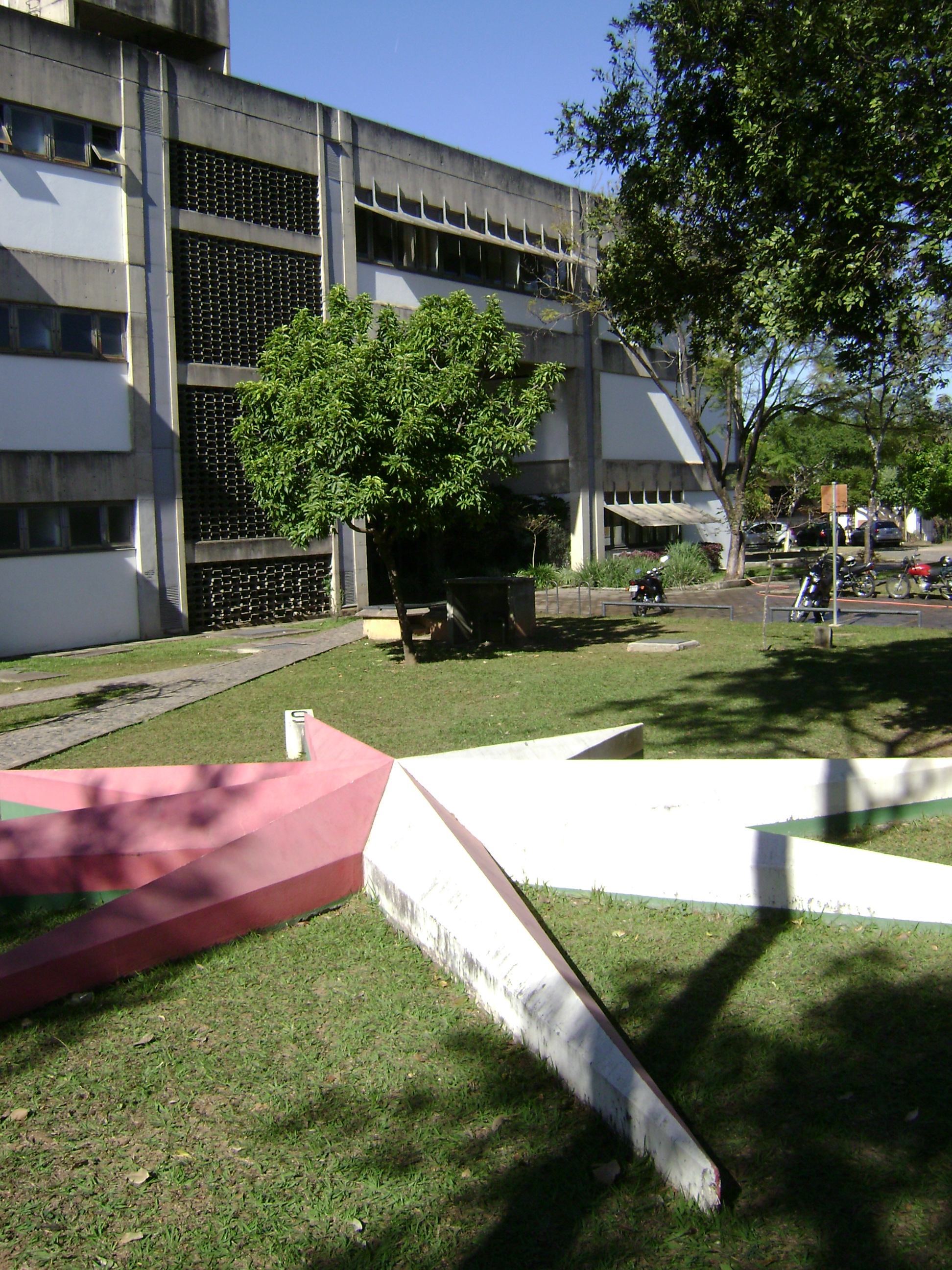
Imagem da entrada do Instituto de Geociências (ICG) da Universidade Federal de Minas Gerais, em Belo Horizonte, Brasil. Destaque para a Rosa dos Ventos.

O Instituto de Geociências (IGC) é uma das unidades do sistema básico da Universidade Federal de Minas Gerais, que  tem como funções principais a produção, desenvolvimento, disseminação e aplicação de conhecimentos no campo das Ciências da Terra, integrando ensino, pesquisa e extensão de maneira indissociável, com o objetivo de contribuir para a formação técnico-profissional e acadêmica, além de promover a difusão cultural e o avanço filosófico e tecnológico.
O IGC-UFMG oferece, até o segundo semestre de 2024, quatro cursos de graduação:  
- Geografia, nas modalidades de bacharelado (diurno) e licenciatura (diurno e noturno);[2]
- Geologia (bacharelado, diurno);[3]
- Turismo (bacharelado, diurno);[4]

No âmbito da pós-graduação, o IGC dispõe de programas de mestrado e doutorado em Geografia, com áreas de concentração em Análise Ambiental e Organização do Espaço, em Geologia, com ênfases em Geologia Regional e Geologia Econômica e Aplicada, e em Ciências Ambientais, com a pós graduação em Análise e Modelagem de Sistemas Ambientais. 
Além disso, oferece cursos de especialização em Turismo e Desenvolvimento Sustentável e em Geoprocessamento. 
O Instituto também ministra disciplinas relacionadas às geociências para outros cursos da Universidade Federal de Minas Gerais, como Ciências Biológicas, Química, Arquitetura e Urbanismo, Aquacultura, Ciências Sociais, Ciências Sócio-Ambientais, e as engenharias Civil, Ambiental, de Minas e Metalúrgica.

## História do Instituto e seus Órgãos Complementares
O Instituto de Geociências (IGC) foi criado em 28 de fevereiro de 1968, por meio do Decreto 62.317, resultante da divisão da antiga Faculdade de Filosofia, tornando-se uma das unidades fundamentais da Universidade Federal de Minas Gerais. Sua institucionalização ocorreu como parte do processo de reestruturação da UFMG, em conformidade com a legislação da Reforma Universitária brasileira então em vigor. Desde sua fundação, o IGC tem se destacado como referência em seu campo, investindo continuamente na melhoria do ensino, na qualificação de seu corpo docente, no fortalecimento da pesquisa e extensão, além de modernizar sua infraestrutura, com o objetivo de alcançar a excelência na formação de seus estudantes e promover avanços científicos e sociais.

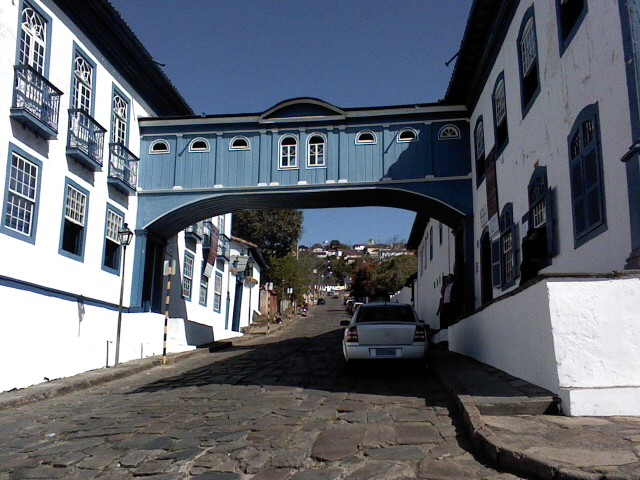
Imagem do Passadiço da Glória, um dos principais catões postais de Diamantina. A casa da glória é administrado pelo IGC, UFMG.

O Instituto também conta com uma unidade no município de Diamantina, Minas Gerais, no qual possui sua sede principal em dois casarões históricos, interligados pelo famoso "Passadiço da Glória", na Rua Silvério Lessa. Originalmente denominado Centro de Geologia Eschwege, uma homenagem ao geólogo Wilhelm Ludwig von Eschwege, foi transformado em Instituto Casa da Glória pela Resolução nº 07 de 31 de maio de 2001, expandindo sua área de atuação para além da geologia, abrangendo também turismo, cartografia histórica e cultural. Seu principal objetivo é apoiar as atividades de ensino, pesquisa e extensão do Instituto de Geociências e outras unidades da UFMG, além de preservar a memória por meio de programas e projetos específicos, sempre buscando cooperação com instituições públicas e privadas. A Casa da Glória oferece hospedagem para grupos do IGC e da UFMG em viagens de campo e estágios, além de grupos externos em viagens de estudo, mediante contato com a secretaria. A Casa também oferece atrativos culturais, como o Memorial Colégio Nossa Senhora das Dores, a Sala de Minerais e o Passadiço, além de espaços históricos.
O IGC-UFMG inclui o Centro de Pesquisas Professor Manoel Teixeira da Costa (CPMTC), criado em maio de 1981 pelo Prof. José Marques Correia Neves e formalizado pelo Conselho Universitário em 14 de maio de 1987. Situado no prédio anexo do IGC, no Campus Pampulha da UFMG, o CPMTC se concentra em projetos de pesquisa e serviços nas áreas de Geologia e Geociências. O Centro também fornece apoio técnico e laboratorial aos cursos de graduação e pós-graduação do IGC, ajudando em trabalhos de conclusão, dissertações e teses. Composto por 10 núcleos de pesquisa, o CPMTC reúne pesquisadores do IGC e de outras instituições do Brasil, visando desenvolver projetos em diferentes áreas das Geociências. Os projetos são suportados por 13 laboratórios especializados, geridos por professores e técnicos do IGC, que facilitam as atividades científicas e acadêmicas.